# S.Z. Sakall
Szőke Szakáll, känd som S.Z. Sakall, född Gerő Jenő den 2 februari 1883 i Budapest i dåvarande Österrike-Ungern, död 12 februari 1955 i Los Angeles i Kalifornien, var en ungersk-amerikansk skådespelare. Han var veteran inom tysk, ungersk och brittisk film innan han lämnade Europa, efter Adolf Hitlers makttillträde, och började medverka i filmer i USA på 1940-talet. Sakall spelade framför allt i komedier, där hans mest kända rolltolkning torde vara som kyparen Carl i Casablanca 1942. Han medverkade totalt i över 100 filmer.

## Filmografi i urval
- 1930 – Två hjärtan i valstakt
- 1931 – Hennes majestät kärleken
- 1932 – Jag vill ej veta vem du är!
- 1932 – Jag vill gifta mig
- 1932 – Kärlek per telefon
- 1933 – Vad hände i natt?
- 1940 – En 7-sjungande flicka
- 1940 – Vårparaden
- 1941 – Hemliga Higgins
- 1941 – Jag stannar över natten
- 1942 – Yankee Doodle Dandy
- 1942 – Casablanca
- 1945 – Mirakelmannen
- 1945 – Under falsk flagg
- 1945 – Dolly Sisters
- 1946 – Cinderella Jones
- 1946 – Här kommer Broadway
- 1946 – Säj aldrig adjö
- 1948 – På kryss till Rio
- 1948 – Pisksnärten
- 1949 – Butik med musik
- 1950 – Tea for Two
- 1954 – Studentprinsen